# Bradypodion nemorale
Bradypodion nemorale (зулулендський карликовий хамелеон) — вид ігуаноподібних ящірок родини хамелеонових (Chamaeleonidae). Ендемік Південно-Африканської Республіки.

## Поширення і екологія
Зулулендські карликові хамелеони мешкають в лісах Нкандла, Нтунджамбілі і Кудені в горах Квазулу-Наталю. Вони живуть в гірських афропомірних лісах, переважно в кронах дерев, а також в підліску.

## Збереження
МСОП класифікує цей вид як вразливий. Bradypodion nemorale загрожує знищення природного середовища.